# 대한민국 제1공화국
대한민국 제1공화국(大韓民國第一共和國)은 대한민국의 제헌(이하: 제헌 헌법)을 기반으로 한 제1공화국에 의해 1948년 8월 15일 정부가 수립되어 1960년 4·19 혁명이 발생하기 전까지의 대한민국이다.  집권 여당은 자유당이다.
남한만의 단독정부 수립은 1946년 6월 3일 이승만의 정읍 발언에 의해, 1948년 2월 26일에 이루어진 유엔 소총회의 결의에 따라 남한에서만 단독선거 5·10 총선거가 실시되어 대한민국 제헌(헌법을 만든 국회) 국회가 구성되었다. 1948년 7월 17일 국회에서 국호를 대한민국으로 정하고 대한민국 임시정부의 법통을 계승한 민주공화국 체제의 헌법을 제정하였다. 1948년 7월 20일 국회에서 대통령 이승만, 부통령 이시영이 선출되어, 8월 15일 이승만은 정부 구성을 국내외에 선포하게 된다.
초기에는 국내 질서 확립과 일제강점기 잔재의 청산이 시급한 과제였다. 그런 이유로 1948년 9월에 반민족행위특별조사위원회를 발족이 되었으나 친일 반민족 전적 경찰들의 방해 공작으로 인하여 반민족행위특별조사위원회는 결국 해산되었다. 이로써 대한민국은 일제강점기 잔재 청산에 실패하였다. 광복과 동시에 들어선 미 군정은 효율적인 행정 처리를 위해 친일 반민족 전적의 인사들을 관료와 경찰에 대거 기용했고 이는 친일 반민족 전적의 인물들을 단죄하는 일에 있어 잘못 끼워진 첫 단추 역할을 했다.
이승만 정부 수립 전후 시기에 좌익과 우익 간의 대립이 격화되어 1948년에는 제주 4·3 사건과 여수·순천 10·19 사건이 연달아 발생하게 된다. 이승만 정부는 이러한 좌익과 우익 간의 갈등을 극복하고 사회 질서를 확립한다는 명분으로 반공주의 정책을 내세웠다.
1960년 자유당은 이기붕을 부통령으로 당선시키기 위해 3·15 부정선거를 일으켰고 이를 규탄하는 3·15 마산시위가 발생했다. 그 와중에 4월 11일 마산상업고등학교 학생 김주열이 눈에 최루탄이 박힌 모습으로 마산 중앙부두 앞바다에서 발견되었고 이를 계기로 4·19 혁명이 촉발되었다.
1960년 4월 26일 제1·2·3대 대통령 이승만 대통령은 하야하였고 이로써 이승만 정부는 결국 실패로 끝나고 말았다.
이후 민주당 주도로 허정 과도 정부가 들어섰다. 허정 과도 정부는 1960년 6월 15일 내각책임제와 양원제 국회를 골자로 하는 헌법 개정을 하였고, 이 헌법에 따라 1960년 7월 29일 총선거를 실시하였으며, 1960년 8월 19일 장면의 국무총리 인준이 가결되어 민주당의 장면 내각이 구성되면서 대한민국 제2공화국이 본격적으로 시작되었다.

## 성립 배경
1945년 8월 15일 한반도는 일본 제국의 지배로부터 벗어나 광복을 맞이하였다. 1947년 미·소공동위원회의 회담이 완전 결렬되자, 미국은 한반도 문제를 유엔에 상정하였고, 1947년 11월 유엔 총회에서는 유엔 감시 아래 인구 비례에 의한 남북한 총선거를 통한 한국 통일안을 가결하였다. 소련과 북조선인민위원회가 이를 거부하자, 유엔 소총회는 유엔 한국 임시 위원단의 활동이 가능한 지역에서 선거를 치르기로 하였다. 이르마 남한
단독선거가 가능한 38선 이남에서는 제헌 국회를 구성하고 제정된 헌법에 따라 대통령 이승만이 1948년 8월 15일 대한민국 정부의 수립을 국내외에 공식적으로 선포하였다. 대한민국 제1공화국의 공식적인 수립 이후 미군정은 공식적으로 폐지되었으나, 실제로 미국 정부가 대한민국 정부를 공식적으로 승인한 것은 1949년 1월의 일이었다.

## 정치

### 한국 전쟁 이전
00:20 각계 인사들 중앙청으로

02:15 개회

03:01 이승만 대통령 연설

09:48 맥아더 장군 연설

16:28 하지 장군 연설

20:56 유엔 한국위원단 의장 연설

23:52 주한 미 대사 연설

24:33 폐회

24:45 참석한 내외 귀빈들 퇴장
</ref>
]]

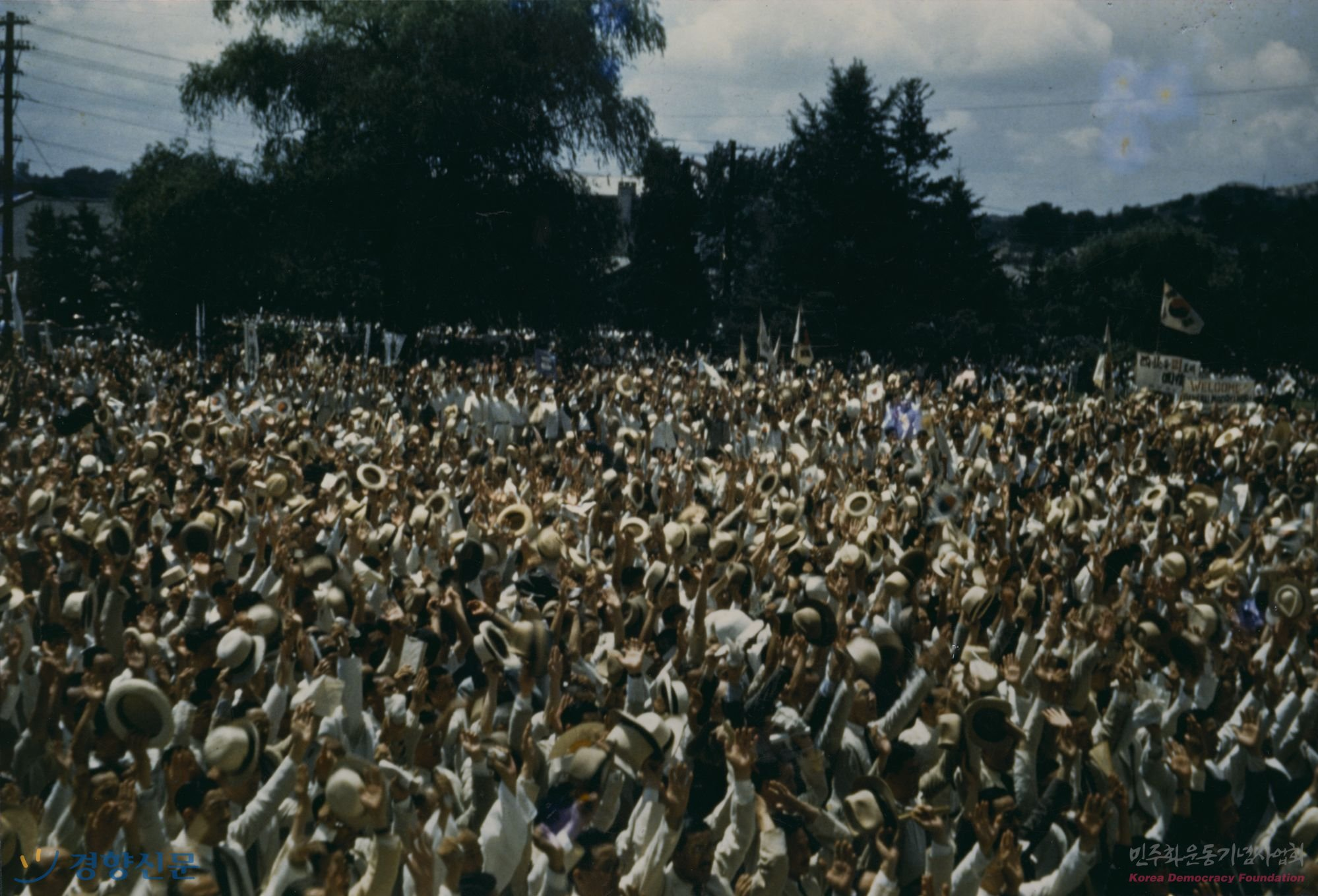
정부수립 선포에 만세를 부르며 환호하는 시민들(1948년 8월 15일)

1948년 8월 15일 이승만이 무소속 후보 출마 초선으로 대한민국 초대 대통령에 취임하였다(상세한 것은 대한민국 제헌국회 참조).
이승만은 선거에서 한국민주당의 지지를 받았으나, 초대 내각에 한민당 출신을 기용하지 않았다. 이에 대한 보복으로, 한민당 소속 정치인들은 민주국민당을 창당하고 대통령의 권력을 제한하는 의원내각제를 지지하게 되었다. 한편 이승만은 통치기간 내내, 행정부의 통제를 확고히 하기 위한 추가 조치를 시행하려 하였다. 대통령으로서 이승만은 1950년에 한국전쟁이 일어나기도 전에 독재적인 권력을 휘둘렀다는 비판을 받게 된다.
1948년 8월 대한민국 제헌헌법 제101조에 의거하여 국회에 반민족 행위 처벌법 기초 특별 위원회가 구성되고, 그해 9월 22일 법률 제3호로서 반민족행위처벌법이 제정되었다. 반민특위가 구성된 1948년 10월부터 친일반민족행위자들에 대한 예비 조사를 시작으로 의욕적인 활동을 벌였으나 이승만 정부의 신성모 내무장관과 장경근 내무차관 둘의 방해, 친일세력의 반민특위위원 암살 음모, 친일경찰의 6.6 특경대습격사건, 김구의 암살, 그리고 반민특위 법의 개정으로 1949년 10월에 해체되었다.
군정기였던 1948년 4월에 발생한 제주 4·3 사건은 제1공화국 당시에도 이어져 이에 대한 대량학살 등 여러 건의 대량학살이 이승만 정권 시기에 발생하였다. 1948년 10월 19일에는 전남 여수에서 여수·순천 사건이 일어난다. 중위 김지회, 상사 지창수를 비롯한 일련의 남로당 계열 장교들이 제주 4·3 사건진압 출동 명령을 거부하고 일으킨 반란은 10월 27일 완전히 진압되었고, 이후 민간인을 대상으로 한 대규모의 공모자 색출이 시작, 수천여 명에 달하는 민간인들이 반란 공모자로 몰려서 살해되었다. 이를 계기로 이승만의 반공주의 노선은 강화되어 갔으며 이승만은 육군본부 정보국 정보장교 김창룡으로 하여금 의심스러운 공산주의자와 북한의 첩보원을 체포하고 고문하도록 하였다.
1949년에 대한민국의 국회의원들이 조선민주주의인민공화국의 프락치라는 혐의로 체포되어 조사를 받고 실형을 받은 국회 프락치 사건이 발생하였다. 이 사건은 이후 한국전쟁의 발발과 함께 관련 서류가 소실되고 대부분의 피고인이 월북하는 등으로 인하여 항소심이 진행되지 않고 종료되었다.
1949년에는 농지개혁법이 제정되었다. 당시 농민들의 가장 큰 관심사는 농지개혁이었는데, 농민들의 농지및 토지개혁에 목소리가 높아지자 제1공화국 정부는 농지개혁법을 제정하게 된다. 농지 개혁의 주 내용은 '토지및 농지개혁제도는 토지상한선 3정보로 평년작 150%를 농지가격으로 환산하여 매수하는 유상매입과 지주에게 지가증권 발급하고 토지를 분배받은 농가는 5년간 수확물의 30%를 균분 연부하는 방식으로 정부에 상환하는 형식인 유상몰수로 불하한다.'는 주요 내용으로 법을 제정했다. 그러나 농지개혁법이 처음 제정되었을 당시, 지주 세력과 농민 세력 양측 다 반발하여 불만의 목소리가 높았다. 그렇게 됨으로써 1950년 3월달에 개정을 하게 되고, 5월에 농지개혁법을 실시한다. 그러나, 이때 곧바로 한국전쟁이 발발함에 따라 농지개혁법이 전면 실시는 지연됨으로써, 1953년에 본격적으로 시행을 하여 개인에 불하하도록 실시하였다.
1950년 1월 6일, 대한민국 정부는 비공개 회의를 가졌다. 그 내용은 1) 분쟁 발생시 미국이 한국을 도와줄 희망은 별로 없다는 것, 2) 미국은 타이완 방어를 위해 장제스를 도와주지 않을 것이라는 것, 3) 영국의 중화인민공화국 승인(1950년 1월 6일)은 서방의 조선민주주의인민공화국 승인이나 마찬가지라는 것이었다. 이 내용이 1월 29일, 조선민주주의인민공화국 주재 소련 대사 테렌티 스티코프를 통해 소련 외무부에 보고되기도 했다.
한편, 제헌 국회의 임기가 끝날 무렵 대한민국 정부에서는, 정계는 물론이고 일반의 물의를 무릅쓰고 제2차 총선거 실시를 지연시키는 한편, 적자예산의 편성을 시도하였으나 당시 이를 반대하는 미국 국무장관 딘 애치슨의 각서 도달로 말미암아 정부에서는 종래의 주장을 변경하여 제2대 국회의원 선거를 실시하였다.(1950년 5월 30일) 선거의 결과 무소속 의원이 국회 의석의 과반수를 점하여 압도적인 우세를 보이고 몇몇 중간파 의원들이 두각을 나타냈으며, 정부측 여당의 진출은 미미했다. 북조선은 이에 대해, 1949년 6월에 제정되어 선거 직전인 1950년 4월에 시행규칙을 공포한 농지개혁법이 유상매수(有償買收) · 유상분배(有償分配)를 원칙으로 하고 있으므로 사실상 토지개혁의 의의가 희박하여, 국민이 노골적으로 정부에 반감을 표시한 결과라고 속단하고 이때에 남침을 감행하면 틀림없이 남한 국민의 지지를 얻을 것이라고 판단하였다. 1950년 6월 19일의 대한민국 제2대 국회 개원식에서는 존 포스터 덜레스가 참석하기도 하였다. 이날 국회가 의장단 선출을 시작으로 활동을 시작하자마자 한국 전쟁이 일어났다.

### 6.25 전쟁
한국 전쟁은 1950년 6월 25일 새벽 4시에 시작된 대한민국과 조선민주주의인민공화국 사이의 전쟁이다. 대한민국의 입장에서는 주로 6·25 전쟁, 6·25 사변이라 부르고, 조선민주주의인민공화국에서는 조국해방전쟁이라 부른다. 다른 국가들도 조선전쟁(일본), 항미원조전쟁(抗美援朝戰爭, 중국), 한국 전쟁(Korean War, 미국 등 서구권) 등 입장에 따라 제각기 다른 이름으로 부르고 있다. 대한민국을 비롯한 세계 대부분이 조선민주주의인민공화국의 공산정권이 한반도 전체를 적화통일하기 위해 38도선 전역에 걸쳐서 대한민국에 대한 무력 침공을 감행하였다는 남침설을 정설로 보고 있으나, 조선민주주의인민공화국에서는 대한민국이 먼저 공격해 왔다는 북침설을 주장하기도 하였다.
3년 동안 계속된 이 전쟁으로 수많은 사람들이 죽거나 다치고, 대부분의 산업 시설들이 파괴되는 등 양국 모두가 큰 피해를 입었으며, 대한민국과 조선민주주의인민공화국 간에 서로에 대한 적대적 감정이 팽배하게 되어 한반도 분단이 더욱 고착화되었다.

#### 한국 전쟁 중의 정치
1950년 총선에서 무소속 후보가 대거 당선되고, 거창 양민학살사건과 국민방위군 사건 등으로 이승만 정부는 지지 기반이 약화되어갔다. 1950년 9월 28일, 수복 후 일부 장관들의 경질에 따라 법무부 장관에 김준연, 농림부 장관에 공진항, 사회부 장관에 허정, 문교부 장관에 백낙준, 보건부 장관에 오한영이 임명되었다. 이들 중에서 민주국민당 출신 김준연과 장기영의 입각은 제헌국회 말기 1950년 3월 내각책임제 개헌운동 때 이들이 야당 대열로부터 이탈한 것에 대한 이승만 대통령의 논공행상이 반영된 것이었으며, 민주국민당의 조병옥은 워커 미군 사령관의 적극적인 추천에 의한 것이었다. 또한 교통부의 김석관 장관은 차관 시절 전쟁의 와중에서 무기 및 병력수송의 공로와 기관차 한 대도 북한군의 손에 넘겨 주지 않은 투철한 책임의식에 대한 평가로 발탁되었다. 1950년 12월 미국에 체류중인 장면(張勉)을 국무총리로 내정하였다. 당초 이승만은 장면에게 인사권을 위임하겠다고 하였으나, "5석 중 3석을 총리가 정하였으니 내무에는 이순용, 국방에는 이기붕을 써 주시오"하고 종용하자 장면은 받아들이고 말았다. 이범석으로 하여금 자유당을 창당케 하여, 1951년 11월 19일 독립촉성중앙회를 기초로 자유당이 창당되고 이승만은 자유당 총재직을 수락하였다(→자유당 참조).
전쟁이 계속됨에 따라 대한민국의 임시 수도였던 부산에서는 1952년 5월 26일 이승만 대통령이 자신의 재선과 독재정권 기반을 굳히기 위해 계엄령을 선포하고 폭력을 동원, 강제로 국회의원을 연행하고 구속시킨 부산 정치 파동이 있었으며, 1952년 5월 군부 내에서는 이승만 축출 시도가 있었다. 이용문과 박정희 등 군부의 일부는 이승만을 축출하고 장면을 추대하려는 시도를 계획 이용문은 장면의 비서로 있다가 1952년 4월 사퇴한 선우종원을 포섭하려 하였으나 선우종원의 협조거부로 무산되었다. 이승만은 군부내 평안도 인맥을 지칭이 평안도 출신인 장면 전 총리와 결탁한다는 소문을 접하였고 이때 부산지역에 계엄령을 내렸으나 이종찬 등은 군의 정치적 중립을 들어 이승만의 요구를 거절하였다. 이승만은 이종찬을 해임하려 하였으나 밴플리트 등의 만류와 전황으로 무산되었다.
임시수도 부산에서 이승만은 발췌개헌을 시도하여 개헌안이 1952년 7월 4일 국회에서 통과되고 7월 7일 공포되도록 함으로써 대통령 직선제를 이끌어 냈다. 이로써 대통령 선거 방법을 간접선거에서 직접선거로 바꾸었고, 이에 따라 1952년 8월 5일 국민들의 직접선거에 의해 실시된 제2대 대통령 선거에서 이승만 후보가 제2대 대통령으로 선출되었다. 또한 부통령 선거에서는 개헌의 1등 공신인 부통령 후보이자 족청계의 지도자인 이범석을 떨어뜨리고 함태영을 당선시키는 데 앞장섰다.(자유당 참조)

### 전후의 혼란

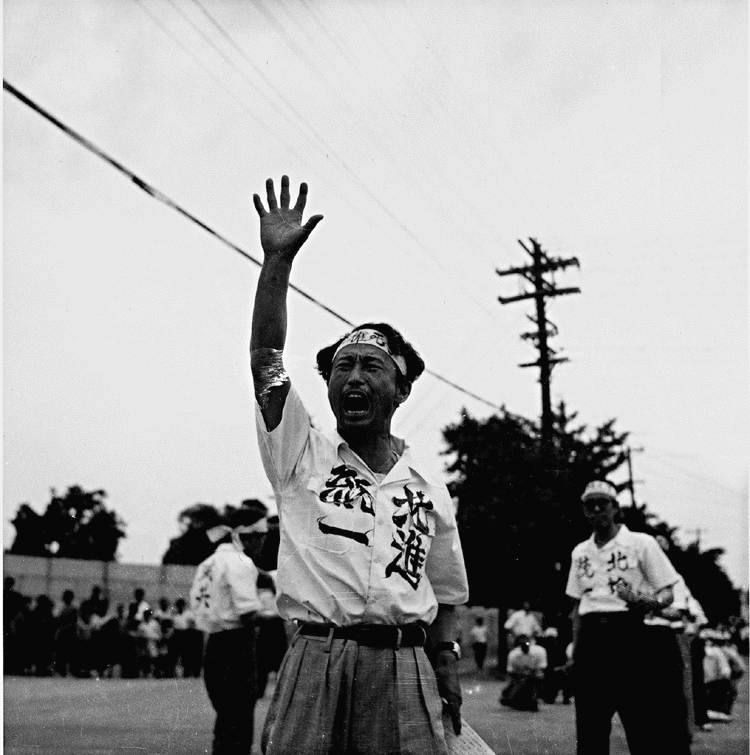
북진통일 시위에 나온 어느 남자가 울부짖고 있다(1954).

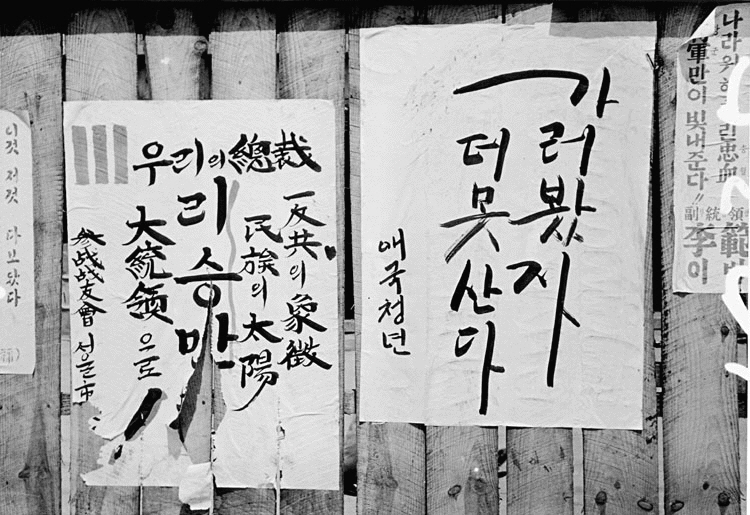
제3대 대선 당시 자유당이 내놓은 선거 포스터

한국전쟁 휴전 후 조선민주주의인민공화국과의 재충돌을 우려한 이승만은 미국에 한국의 안전보장을 담보할 한미상호방위조약 체결을 미국에 요구하였다. 한국 전쟁 이후 이승만 정부는 반공주의 정책을 강화하고 국민들의 자유를 제약하면서, 대통령 직선제로 헌법을 개정하여 이승만의 장기 집권을 획책하였다. 이에 따라 독재 정치가 강화되고 사회적으로 부정부패가 심화되었다. 1953년에는 서울 남산에 이승만 동상이 세워지기도 하였다. 1954년 5월 31일, 자유당이 장악한 3대 국회가 개원하였고, 11월 27일 사사오입개헌으로 초대 대통령에 한해 중임 제한을 철폐하였다(→사사오입 개헌). 또한 이때, 국무총리제가 폐지되었다.
1956년 1월 30일 김창룡의 암살 소식을 접하자마자 적십자병원으로 직접 찾아가 유해를 살펴본 뒤 그 날짜로 김창룡을 중장으로 추서했다. 이승만은 담화를 발표해 애도의 뜻을 표한 후 빠른 시일 내에 범인을 체포하라는 엄명을 내렸다. 사사오입 개헌을 통해 이승만의 장기 집권을 위한 제도적 기반을 마련한 후 1956년 5월 15일 국민들의 직접선거에 의해 실시된 제3대 대통령 선거에서도 이승만 후보가 제3대 대통령으로 선출되었다. 1956년 여당인 자유당과 야당인 민주당은 서로 유세를 하는 도중에 민주당 초대 총재이자 대통령 후보인 신익희가 병사했다. 그 당시에는 대통령 후보를 마음대로 못바꿨기 때문에, 부통령 후보인 장면만 내세웠다. 선거에서 대통령으로 이승만, 부통령에는 야당 후보인 장면이 선출되었다. 그러나 자유당은 더 큰 권력을 원했고, 이기붕 역시 그러했다. 또한, 대통령 선거에서 진보당의 대통령 후보인 조봉암이 선전하여 매우 거센 저항에 휩싸였다. 이 저항에 이승만 정부는 진보당 사건을 통해 저항을 타개해 나갔다. 이로써 농림부 장관을 지낸 조봉암은 1959년 간첩죄로 사형 집행된다.
1957년 1월 이승만은 휴전협정 폐기와 군비강화를 강조하였다. 1958년 1월 1일 이북동포에게 메시지를 보냈으며, 1월 21일 일본에 대한 경계심을 강조하였다. 2월 23일 유엔군의 철수가 불가하다는 성명서를 발표하였다. 10월 원자력 연구를 실시하게 하였으며 11월 월남을 순방하고 돌아왔다.
1959년 1월 국가재산의 효율적인 운영을 지시하였고, 1월 26일 일본에게 약탈문화재에 대한 반환을 외신기자들과의 인터뷰에서 요구하였다. 1959년 2월 《경향신문》의 칼럼 여적(餘滴)에 실린 글로 인해 관련자들이 내란선동 혐의로 기소되고 경향신문이 폐간 명령을 받았다.(경향신문 폐간 사건) 2월 일본이 재일동포를 북송하자 추방이라며 강하게 비난하였다. 1959년 9월 2일 국무회의에서 학원(학교)에 잡다한 부과금 등을 근절할 것을 지시하였다.
3·15 대선을 앞두고 대구에서 장면의 선거 유세가 있던 1960년 2월 28일, 2·28 대구 학생의거가 일어났다. 그럼에도 이승만 정권(자유당)은 1960년 3·15 부정선거로 대표되는 노골적인 부정 선거를 자행하였으며, 대한민국 경상남도 마산에서 이 부정선거에 대한 항의로 3·15 마산시위가 일어났다. 학생들이 경무대 앞에서 시위를 하자, 경무대 경찰서장 곽영주는 발포 명령을 내려, 경무대 앞에서 많은 사상자가 발생하였다. 이는 4·19 혁명을 촉발하는 계기가 되어 학생들과 시민들의 시위가 확산되어 1960년 4·19 혁명이 일어났다. 주한미국대사였던 매카나기가 이승만을 찾아가 대통령직에서 물러날 것을 권유 설득하였다. 장기간에 설득 끝에 이승만은 대통령직에서 하야하기로 결정하고 1960년 4월 26일 공식적으로 선언했으며, 동시에 자유당 정권도 붕괴되고 민주당 주도로 허정 과도 정부가 수립되었다.

## 외교
제1공화국 시기의 외부환경은 전후 동·서간의 정치 · 군사질서의 재편성 과정에서 각종 반공체제가 형성되어 국제냉전이 시작되는 시기였다. 따라서 이 시기에 한국 외교활동의 중심적 지역도 미국 · 유엔 · 유럽, 그리고 반공국가로 제한될 수 밖에 없었고, 외교정책의 구체적인 활동, 목표, 그리고 달성수단과 선택도 반공이라는 틀 속에서 국가목표의 달성이라는 형태로 나타났고, 당시의 한국의 외교정책은 냉전의 양상을 그대로 반영해 주고 있다. 또한 한국의 외교정책은 한국 전쟁과 밀접한 연관을 맺고 있었기 때문에 반공주의 노선이 더욱 뚜렷이 반영되었다. 따라서 제1공화국 시대는 한국 외교 정책의 형성기인 동시에 시련기였다고 말할 수 있다.
정부의 수립을 선포한 이후, 급선무는 각국으로부터 국가승인을 받는 일이었다. 이승만 대통령 집권시기의 외교정책의 특징은 다음과 같다.
① 철저한 반공주의(反共主義)를 표방하는 외교정책이다. 북한을 무력으로라도 격퇴하고 통일을 달성하려는 의지를 가지고 있었으나, 미국에 의하여 좌절되었다.
② 중립국이나 중립노선을 표방하는 국가에 대한 적대주의 외교정책
③ 철저한 반일주의(反日主義)의 표방이다. 일본과의 교류,무역 등을 철저히 배격하고 한국전쟁의 일본 참전도 거부하였다.
④ 미국을 중심으로 한 자유우방 국가와의 우호증진정책이다. 미국은 제1공화국의 불신의 대상이자 강력한 동맹국가였다. 제1공화국의 무력에 의한 통일론에 미국이 제동을 걸었기 때문이다.
⑤ 유엔의 통한결의한(統韓決議案)에 대한 절대적인 지지정책을 가지고 있었다.
⑥ 제1공화국은 또한 평화선 설정과 그에 따른 어업 수역 획정 등으로 일본 및 중화인민공화국 측과 소규모의 유혈 충돌을 빚기도 하였다.
⑦ 서유럽 국가들은 대체로 이 시기에 한국을 승인하고, 한국 전쟁을 전후하여 많은 원조를 해 주었다.
⑧ 제1공화국은 반공 정책을 공공히 하고자 아시아 지역의 집단안보 구축에 앞장 서기도 하였다. 이상의 정책을 공고히 하고 한국만이 대한민국의 유일한 합법정부임을 과시하기 위하여 할슈타인 원칙을 채택하였다.
정부 수립 후, 초기의 해외 공관장의 임명은 외무부 장관의 입김이 스며들 여지조차 없이 이승만 대통령 한 사람에 의해 모두 결정되었다. 또 그의 망명생활에서 익힌 구미식 외교 철학이 몸에 배었기 때문에 이따금 그는 그의 측근들에게 "외교란 돈있는 사람이 자신의 사재를 털어가며 하는 것"이라고 피력했으며 인선도 재계 중심으로 했었다. 그 예로, 장택상 외무부 장관의 끈질긴 반대에도 불구하고, 미군정 때 신한공사 총재를 지낸 정항범을 주 중화민국 특사로 임명(1948년 11월)한 것을 비롯해, 일제 때 조선은행 간부를 지내 당시 상당한 재력을 가진 것으로 알려진 윤치창을 초대 주영국 공사로 임명(1950년 2월)했다. 또 주일 대표부 대사에는 구미외교위원부에서 학자로 자기를 도왔던 정한경을 기용(1949년 1월)하는 한편, 뉴욕(남궁염(南宮炎, 남궁억의 장남), 샌프란시스코(주영린), 상하이(신기준), 홍콩(차균찬) 등지의 총영사 또는 영사에는 현지의 재력있는 교포나 망명 때 조력한 동지를 기용했다.

### 국가 승인을 구하는 외교

1948년 12월 파리 UN총회에 파견된 대한민국 정부 대표단. 맨 앞줄 왼쪽이 조병옥, 가운데는 대표단장 장면, 왼쪽은 장기영, 뒷줄은 왼쪽부터 정일형, 모윤숙, 김활란, 성명 미상, 김우평

1948년 8월 15일 대한민국 정부 수립 이후, 국가 승인을 얻기 위한 외교전이 펼쳐졌다. 1948년 9월 9일, 중앙청 앞뜰에서, 정부 수립 후 처음으로 해외에 파견되는 장면, 조병옥 두 특사의 장도를 축하하는 애국청년연합회 주최 환송회가 성대히 열렸다. 이 환송회에서 두 특사는 "하느님의 도움을 받아 소기의 목적을 기필코 달성하고 오겠다"고 다짐한 뒤 상오 11시5분쯤 노스웨스트 항공 DC4기로 김포공항을 떠났다. 한국 대표단은 1948년 12월 7일~ 12월 12일, 프랑스 파리에서 열린 제3차 국제 연합 총회에 참석하였다. 이들은 대한민국의 유엔승인을 위한 홍보사절로서 그 구성원은 장면(단장), 조병옥, 장기영, 김활란, 정일형, 전규홍, 김우평, 김준구였다.

### 대북 관계
제1공화국은 한국 전쟁 이후로는 북한과의 통일관계는 승공통일, 멸공통일이라는 원칙을 제시하였고, 이 원칙에서 일보 벗어나지 않았다. 이승만은 승공통일, 멸공통일의 방법으로 무력통일을 시도했다. 1950년 한국 전쟁 때, 이승만은 북한을 무력으로라도 격퇴하고 통일을 달성하려는 의지를 관철하려 하였으나, 미국에 의해 좌절되었다. 한국 전쟁 중에는 맥아더와 협력하에 만주 폭격을 계획하였다. 그러나 이는 맥아더가 원수직에서 해임되면서 수포로 돌아갔다. 미국이 무력통일을 반대하는 것에 대한 반발은 1953년의 반공포로 석방 등으로 나타났다(→ 한국 전쟁 포로 교환 문제).

### 한미 관계

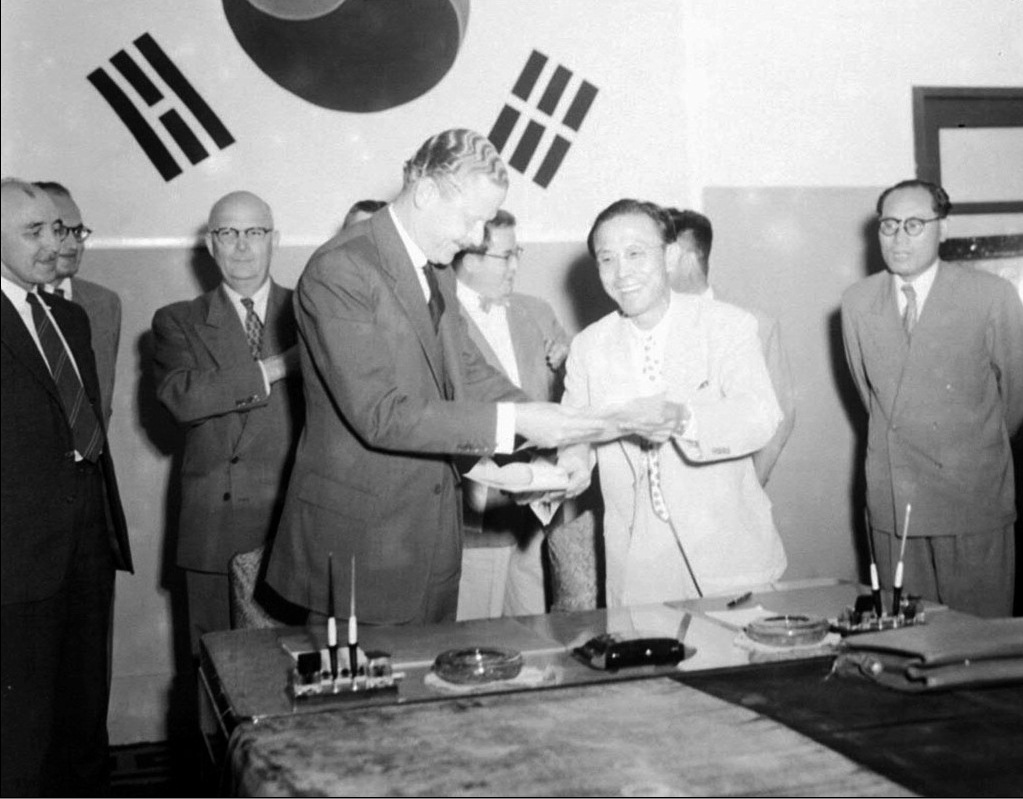
한미원조 (1,500만불) 조인식에 참석한 유완창 부흥부장관과 주한미국 대사 엘리스 브리그스(1955)

제1공화국은 한국 전쟁에서 국제연합군을 주도한 강력한 동맹국인 미국으로부터 경제원조를 받는 등 호의적인 반면에 미국의 대한(對韓) 정책을 상당히 불신하였다. 이승만은 대한제국 시절에 밀사로 파견되었을 때 미국이 일본과 가쓰라-태프트 밀약을 체결한, 1905년부터 이승만은 미국의 대한국 정책에 대한 강력한 불신을 품어왔다. 1949년 미군이 한반도에서 철수하자, 이승만은 1949년 12월 중순 주미 한국대사 장면에게 '미국의 편향적인 친일정책의 부당성'을 지적하면서, 미국은 가쓰라-태프트 밀약과 일본의 한국 합병에서 보았듯이 일본을 위해 한국을 포기할 수 있음을 주장하며 심각하게 우려하는 내용의 서신을 보내기도 했다. 1940년대에도 임시정부 승인을 미루거나 회피하는 미국에 대한 이승만의 불신은 계속되었다. 이승만은 한국 전쟁의 원인도 1949년 주한 미군이 철수하는 것이 원인을 제공한 것이라고 확신하였다.

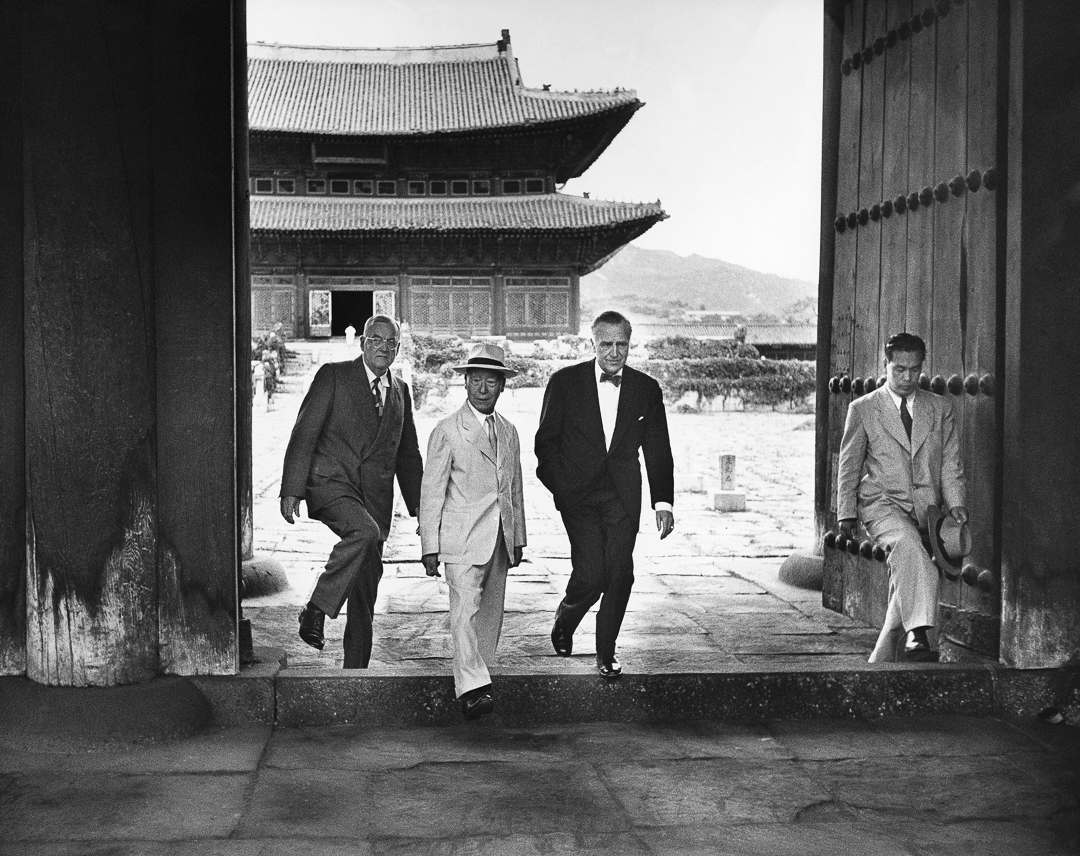
1953년 8월, 휴전 협상을 마무리하고 경복궁 근정전을 거닐고 있는 왼쪽부터 미 국무장관 존 포스터 덜래스(John Foster Dulles), 이승만 대통령, 월터 로버트슨(Walter S. Robertson) 미 국무부 차관보.

미국 또한 이승만을 불신의 눈초리로 지켜보고 있었다. 이승만이 언제 어떤 돌출행동을 저지를지 모른다고 경계의 시선을 멈추지 않았다. 닉슨 미국 부통령이 1953년 11월 13일 한국을 방문하여 "한국의 독자적인 행동으로 한국에서 전쟁이 재발할 경우에는 유엔군은 한국을 돕지 않을 것이며, 모든 경제원조가 중단되고, 유엔군은 모든 필요한 조치를 취한다"는 내용의 아이젠하워 대통령의 친서를 전달했다. 한국 전쟁 휴전 이후, 미국은 한반도의 긴장상태를 깊이 인식하면고, 양국은 한미상호방위조약(1953년 체결, 1954년 11월 17일 발효), 주한미군지위협정에 따라 양국 간의 정치적·군사적 관계는 매우 긴밀해졌다. 또한 전후에도 주한미군이 주둔하여 안보를 다지고 경제원조를 강화했으며 미국은 전후복구사업 및 경제부흥사업을 적극 도왔다.
이 시기의 한국의 안보외교는 한미상호방위조약과 이를 보완하고 있는 유엔참전 16개국 선언에 그 근거를 두고 있었다. 한미상호방위조약의 목적은 두 가지로 구분될 수 있다. 즉 첫째, 공산주의자들의 침략행위의 재발을 방지한다는 것과 둘째, 미국은 한국의 안보에 대한 관심을 공식조약의 형태로 표명한다는 것이다. 그러나 이 조약 3조에 명시된 '헌법적 절차에 의한' 출병(出兵)이란 구절은 한·미간의 관계에 상당한 문제점을 야기시키고 있다. 여기에도 유엔참전 16개국의 선언도 점점 그 효력에 있어서 의문을 야기시키는 상태에 놓여 있다. 물론 이 선언은 그 효과면에 있어서 공식조약과 상당한 차이가 있음은 두말할 필요조차 없다.

### 한일 관계
이승만은 철저한 반일주의자였다는 주장이 있다. 이승만은 반세기에 걸친 일본 제국주의의 침략을 통하여 나타난 한국에 대한 일본의 야욕은 패전한 뒤에도 조금도 달라지지 않았다고 굳게 믿고 있었기 때문에 일본과의 교류, 무역 등을 철저히 배격할 정도였다는 것이다. 이에 따라, 일본에 대한 외교정책은 시종일관 반일(反日)노선과 경계를 지향하였다. 대표적인 사례로 평화선과 보상 요구 문제 등을 들 수 있다. 그러나 일본에 대표부를 파견하여 연락을 유지하였고, 이는 이승만 퇴진 후 주일 한국 대사관으로 승격되었다. 한국 전쟁 당시 미국에서 일본군의 개입을 천명하자, 이승만은 주한 미국 대사에게 일본군이 개입하면 일본군부터 먼저 축출할 것이라고 하여 일본군 참전을 취소시켰다.
1954년 3월 27일에는 국내에 유통중인 일제상품 몰수를 지시했고, 1955년 6월 20일에는 일본제품 특혜수입 금지령을 내렸다. 한편 일본인을 만났다는 이유로 국무총리 장택상을 해임시키기도 했다. 독도 문제로 일본과 마찰을 빚기도 했다. 1945년 9월 27일 미국이 일본어업의 조업구역으로 설정한 '맥아더 라인'이 1951년 9월 8일 샌프란시스코 미일평화조약이 1952년에 발효됨에 따라 무효화되자, 이승만은 이를 대체할 법안으로 당시 한국과 일본과의 어업분쟁에서 대한민국의 주장에 의한 방위 수역을 설정했다. 평화선(Peace Line, Syngman Rhee line)은 1952년 1월 18일 대한민국의 대통령 이승만이 대통령령 ‘대한민국 인접해양의 주권에 대한 대통령의 선언’을 공표함으로써 설정된 한국과 주변국가간의 수역 구분과 자원 및 주권 보호를 위한 경계선이다. 한반도 주변 수역 50-100해리의 범위를 가지고 있는 이 경계선은 오늘날 배타적 경제 수역과 비슷한 개념이다. 이렇게 해양 경계선이 획정되었는데 이승만은 이를 "평화선"이라 불렀다. 이 경계선은 독도를 대한민국의 영토로 포함하고 있다. 일본에서는 ‘이승만 라인’(李承晩ライン)으로 부른다.
이 선언은 세계를 놀라게 했다. 이 선언에 대해 미국과 일본은 반대하였다. 2월 12일 미국은 이승만의 평화선을 인정할 수 없다고 이승만에게 통보해왔으나 이승만은 이를 묵살하였다. 특히 당시 일제강점기 이후 외교관계가 정상화 되지 않았던 일본과는 어로 문제, 독도를 포함한 해양 영토 문제로 이후 13년간의 분쟁을 불러일으켰다. 한국은 일본과 중국의 불법 조업 어선을 여러 차례 나포하였으며, 이 과정에서 어업 종사자가 죽기도 하고, 한국 경찰관이 중국에 납치되기도 하였다.
1952년 2월 4일에는 일본 어선이 제주도 남쪽 바다를 침범, 이를 나포하는 과정에서 한국 경찰이 총을 쏘아 일본 선박의 선장이 사망했다. 이후 한국 영해를 넘나드는 일본 선박에 대해서는 체포, 억류 등의 강경대응을 하여 1965년 한일국교 정상화로 평화선이 새로운 한일어업협정으로 대체되기 전까지 한국 해경은 328척의 일본 배와 3929명의 선원들을 나포, 억류하였으며 나포한 일본 배를 해양경비대의 경비정으로 쓰게 하기도 했다.
일본에 대한 반감과는 달리, 1946년 10월 이승만은 "친일파 문제는 우리 환경이 해결할 수 없으니 극렬 친일 분자라도 기회를 주어야 한다"고 말했다.
한국전쟁으로 인해 깊게 관련된 미국은 두 동맹국 간에 난처한 입장에 서게 되었지만, 대체적으로 중립적 입장을 지켰다.

### 한중 관계
대한민국 임시정부를 후원한 중화민국과는 1948년 8월 수교하였다. 이것은 대한민국으로서는 세계 최초의 외교관계 수립이었다. 정부승인 외교를 위해 조병옥, 장면 두 특사를 세계 각국에 파견한 이승만 대통령은 우방과 어떤 형태로든 외교관계를 맺어 새로 수립된 정부가 국제적 고립을 면해야 한다는 집념에 사로잡히게 되었다. 따라서 재외공관 설치작업을 서두르게 된 이승만은 우선 맹방인 중국에 특사관(特使館)을 설치하도록 지시했다.
1948년 11월 이승만은 정환범(鄭桓範)을 주중화민국 특사로 임명했다. 정환범은 미군정 때, 신한공사 총재를 지낸 인물로, 외무부 장관 장택상은 그의 선임을 반대하기도 하였다. 또한 대한민국 정부는 특사관 창설을 위해 이정방(李鼎邦) 참사관, 최문경(崔文卿) 1등서기관, 한유동(韓有東) 주사 등 3명을 선발대로 중화민국의 난징에 파견했다. 이 참사관 이하 세 사람의 선발대는 서울-상하이 간을 1주일이 한 번 비행하는 노스웨스트항공의 DC4기편을 이용, 김포공항을 출발(정 특사는 그보다 1주일 후에 출발하였다.)하여 상하이에 도착하였다. 그들은 상하이의 교포들에게 특사관 창설을 알리고 사무실, 집기 등을 마련한 뒤 11월 6일 공관 설치를 위해 난징에 도착하였다.
선발대가 난징에 도착했을 때 그들이 처한 중국의 정세는 심각했다. 양쯔 강을 사이에 두고 국부군과 공산군이 대치하고 있는 상황이었는데다가, 일행이 난징에 도착하고 며칠 후 난징이 함락될 것이라는 소문이 나돌고 있었다. 당사 외교사절단 단장인 주 중화민국 프랑스 대사가 매일 전황 브리핑을 해 주고 있었는데 양자강 건너편 공산군은 사기가 충천되어 있었고, 국부군은 패색이 짙어 있었다. 중화민국 외교부의 안내로 투숙하게 된 호텔인 예빈관 3층방에 사무실을 차리고 11월 7일 창밖에 "대한민국 주중특사관"(大韓民國 駐中特使館)이라고 붓글씨로 쓴 현판을 걸었다. 이 특사관은 정부 수립 후 최초의 재외공관이었고, 대한민국의 선발대는 중화민국의 서른여섯번째 외교 사절이었다. 그러나 마오쩌둥의 공산당에 밀려 본토로부터 타이완까지 1만여리를 철수하는 국민당의 피난길을 따라나서야 했기 때문에 재외공관 중 "피난 공관"으로 가장 큰 고초를 겪기도 했다.
1949년 10월 1일 중국 공산당은 중화인민공화국의 건국을 선포하였다. 중화인민공화국은 대한민국이 아닌 조선민주주의인민공화국을 승인하였고 따라서 대한민국은 타이완의 중화민국과 수교 상태를 유지하였다. 중화민국과는 달리, 중화인민공화국은 1950년 10월 국제연합군에 대항하여 한국 전쟁에 중국인민지원군을 파견하였다. 이들은 38도 주변 지역의 북쪽에서는 국제연합군을 몰아내는 데에는 성공했으나, 그 이남 지역에서의 공세는 힘을 발휘하지 못했다. 중국인민지원군은 1953년 휴전 이후에도 조선민주주의인민공화국에서 잔존하다가 1958년에 완전히 철수하였다.
이는 냉전 시대에 공산주의 국가인 중화인민공화국과 자본주의 국가인 대한민국이 적대적 관계가 되는 원인이 되었으며, 대한민국으로서는 한국의 독점적 통치권을 침해하는 조선민주주의인민공화국을 승인하는 중화인민공화국과 수교할 수가 없었고, 또한 중화인민공화국으로서도 적국인 중화민국과 긴밀한 관계에 있는 대한민국과 수교할 수가 없었다. 이후 중화인민공화국은 조선민주주의인민공화국과, 대한민국은 중화민국과 각각 긴밀한 관계를 맺게 되었다. 한중간 공식적인 관계의 부재는 양국의 교역을 증대시키는 데 걸림돌이 되었다. 대한민국은 합법적으로 중화인민공화국 내의 자국 국민과 기업의 이익을 보호할 수 없었기 때문이다.
한편 제1공화국은 중화인민공화국의 영해 침범에 대해서도 강경대응을 하였다. 1955년 12월 25일엔 해양경찰대 866정이 흑산도 서남방 근해의 평화선을 침범한 중국 어선 15척을 나포하려다가 총격전이 벌어졌다. 한국 경찰관 네 명이 중국 배에 납치되어 가서 12년 5개월간 옥살이를 해야 했으며 1960년 1월 10일엔 해양경찰대 701정이 서해 서청도 부근에서 중국 어선단을 검문 중 총격을 받고 두 사람이 사망하고 세 명이 부상당하기도 했다.

### 대아시아 관계

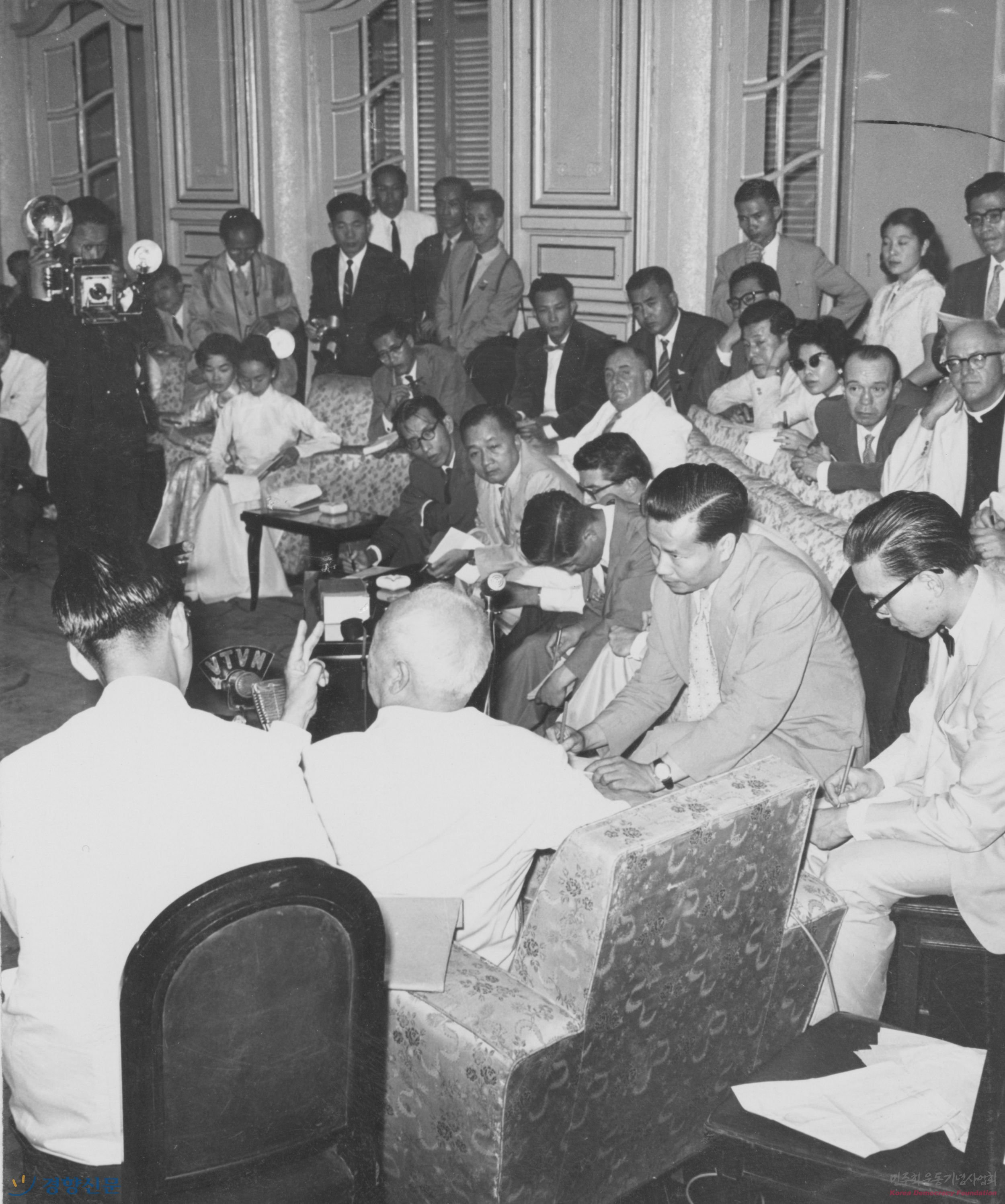
베트남에서 기자회견을 하고 있는 이승만(1958)

제1공화국 시절의 아시아 동맹국으로는 중화민국, 베트남 공화국, 필리핀, 터키, 타이, 말레이시아 등이 있었다. 다만 위에서 언급한 대로 중화인민공화국과 일본에는 철저히 적대적이었다.
이승만은 1949년부터 아시아 지역의 집단안보를 역설해왔다. 1953년 11월 중화민국을 방문해 장제스를 만나 공동성명을 발표했다. 아시아에서 반공 전선을 구축하겠다며 다른 나라의 참여를 호소하는 내용이었다. 장제스 또한 대한민국을 방문하였으며, 이승만은 그에게 건국훈장을 수여하기도 했다. 이 시기에 대한민국은 중화인민공화국에 대비하여 중화민국을 ‘자유중국’으로 부르기 시작했으며, 한중 관계는 중화민국과의 관계를 지칭하는 말로 사용되었다.
베트남 공화국과도 우호관계를 수립하였고, 고 딘 디엠 방한 시 건국훈장 대한민국장을 친히 수여하기도 했다. 그러나 인도의 네루와는 사이가 안좋았는데, 네루는 이승만에게 부정적이었다. 네루는 1949년 대한민국 정부의 승인을 반대하는 입장에 서기도 했다. 그러나 정부의 대표단인 조병옥의 설득으로 반대에서 기권으로 돌려놓게 되었다. 1953년 10월 인도의 수상 네루가 "한국이 휴전 조항을 무효화하려고 기도하고 있다"면서 "유엔군사령부는 한국 정부가 취하는 행동에서 관계를 완전히 끊을 것을 바란다"고 말하자, 공보처장 갈홍기는 네루를 '소련의 앞잡이'라고 비난했다. 제1공화국 당시에 대한민국은 필리핀(1949년), 터키(1957년), 타이(1958년), 말레이시아(1960년 2월)와도 수교하였다.

### 대서유럽 관계
구한말 이래 서구제국과의 관계에서 전통적 우호관계의 대표적인 국가는 영국과 프랑스였다. 영국·프랑스 양국은 한국문제의 유엔상정 이전부터 한국을 지지, 정부수립 후 미국·중화민국에 이어 영국은 1949년 1월 18일, 프랑스는 2월 5일에 한국을 승인하였다. 이어 공사관이 설치됨으로써 국교 관계가 수립되었다. 양국은 그 후 유엔 한국문제 등에서 한국을 적극 지지하는 한편, 한국 전쟁 때에는 즉시 군대를 파견하여 원조해 주었다. 한국전쟁 이전까지 한국을 승인 지지한 서유럽 국가는 영국·프랑스 이외에 바티칸(1949년 4월 13일), 네덜란드(1949년 7월 25일), 그리스(1949년 8월 4일), 벨기에(1949년 8월 15일), 룩셈부르크(1949년 8월 29일), 아이슬란드(1950년 2월 12일)이다.
한국이 서구제국과 정식 외교관계를 맺은 것은 영국·프랑스(1949년), 스페인(1950년), 서독(1955년), 이탈리아(1956년), 덴마크·노르웨이·스웨덴(1959년)의 순서이다. 영국·프랑스 양국은 한국전쟁에 임하여 참전 16개국 중의 하나로서 군사·경제지원 등을 통해서 한국에 대한 공헌이 지대했을 뿐 아니라, 유엔을 비롯한 기타 많은 국제기구에서의 활동을 통해서 한국의 지위향상·보전 및 우호증진을 위해 많은 노력을 계속한 나라들이다. 영국·프랑스 양국은 한국의 대서구제국 관계사에서 중추적인 존재이며, 적어도 전통적으로 대서구 외교전개의 2대 거점국이라 할 수 있고, 동시에 우방국임을 말해주고 있다. 영국과는 계속 우호 친선관계가 유지되었다. 한국 전쟁 후 영국 정부는 한국 재건을 위해 2,600만 달러를 제공하였다. 한 때 유엔결의로 북한과 중국에 대한 전면적인 물자 금수조치(物資禁輸措置)가 취해진 후 영국은 1957년 3월 4일 단독으로 대 중국금수의 일부 완화를 선언하게 되어 한국정부는 그것이 북한에 대한 이적행위라는 점에서 항의하는 사태가 생겼다. 이에 대해서 영국은 완화조치가 비전략물자(非戰略物資)에 한정된 것이라 밝히고, 유엔 한국문제·통일문제 등에서 계속 한국을 지지하였다. 프랑스도 전후 부흥사업에 협조하였고, 1958년 10월 공사관을 대사관으로 승격시키는 데 합의하였다.
이탈리아와는 1959년 11월 24일 외교 사절의 교환에 합의하여 공사관을 설치했으며, 1958년 12월에는 대사관으로 승격시켰다. 한국 전쟁시 이탈리아는 유엔 회원국이 아니었으나 야전(野戰)병원을 파견하였고, 250만 달러와 기타 물자를 한국에 제공했다. 덴마크·노르웨이·스웨덴 등 스칸디나비아 3국은 한국을 정식 승인하지는 않으면서도 제3차 유엔총회에서 한국정부 승인 문제에 덴마크·노르웨이가 찬성을 하였고, 한국 전쟁 시에는 3국이 모두 의료단을 파견하였다.
1956년 3월 17일에는 국립중앙의료원의 설립과 운영에 관한 협정이 체결되어 1958년 10월에는 스칸디나비아 3국의 지원을 받은 국립중앙의료원이 개원(開院)되었다. 독일과의 관계는 한국이 휴전 후 총영사관 교환을 희망한 데 대해 독일연방 공화국은 상업 대표단의 교환을 희망하였다. 이런 이견 속에 1954년 5월 20일 총영사를 임명하였으나, 독일은 2년이 지난 1956년 봄에야 영사 인가증(領事認可證)을 발급하고 6월 5일에 주한독일 총영사를 임명하였다. 그 후 1957년 3월 양국정부는 총영사관을 공사관으로 승격시켰고, 다시 1958년 8월 1일 대사관으로 승격시키게 되었다.

### 대중립국 관계
이 시기는 분단된 남북이 미·소대결에 따라 상대측에 대한 불승인 정책을 고수한 시기여서 남과 북을 가려서 지지하지 않는 한 중립국은 모두 외면되었다. 따라서 중립국 일반에 대해서는 그들을 경원하는 정책이 취해지고 때로는 자기측에 불리한 중립국엔 그를 적대시하는 정책을 곁들여 갔다. 한국 전쟁 말기까지는 남북대치가 절대적인 것이어서 대중립국 외교가 전무했던 데 비한다면 한국 전쟁 후의 과도적 상황 속에 반둥 회담(1955년)을 거치면서 남북대치도 상대적이어서 대중립국 외교 역시 조금씩 유연성을 띠기 시작했다.

## 경제

제1공화국 정부의 원조물자 및 자금처리 흐름도

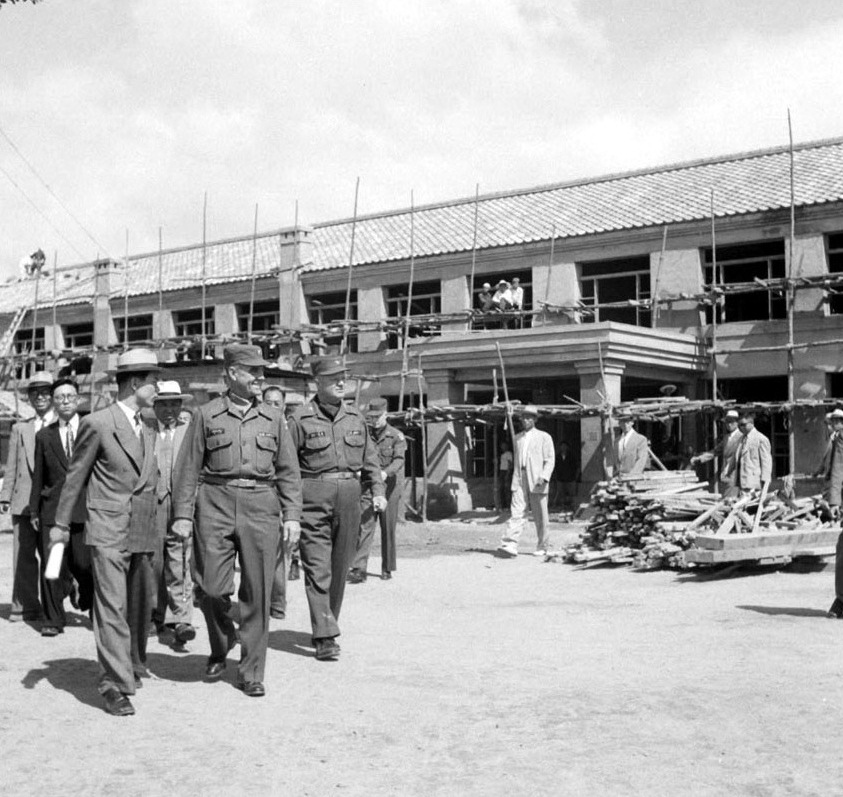
외국인 관계자가 AFAK의 자재원조로 대구시청사 및 각 학교 공사현장 둘러보는 모습.

1949년 6월 21일 법률 제31호로 농지개혁법을 제정하였다. 1953년 원화에서 환화로 화폐 단위를 바꾸었다.
한국 전쟁 이후 파괴된 국토를 복구하고자 전후 복구 사업을 하였고, 미국으로부터 무상 원조경제체제로 갔었다. 이 시기에는 생활필수품(식료품, 의복, 의료품등)과 소비재 원료(면방직, 설탕, 밀가루), 농산물등 무상 원조경제체제로 통해 식량문제에 해결에 도움되었고, 삼백산업이 발달하였다. 그러나 이러한 방책으로 인해 국내의 공업 부분의 불균형 현상을 보였고, 생산재 산업의 부진이 심화되었으며 국내 농산물 가격 하락 및 밀과 면화 생산이 크게 타격받아 농업기반이 파괴되었다. 1950년대말에 미국 내 경제불황이 생기면서 무상 원조경제체제가 감소되면서 폐농, 이농이 크게 증가하였다. 이러한 어려움을 겪자, 제1공화국 정부는 유상차관으로 전환하여 국내 경기 불황을 극복하고자 하였다.
1953년 2월 15일, 화폐개혁을 선포했다. 2월 17일부터 '원'표시 통화를 금지시키는 대신 '환'표시 통화를 유통시키되, 그 교환비율은 100원에 대하여 1환으로 하고, 2월 17일부터 국민이 소지한 모든 통화는 금융기관에 예치해야 한다는 것이었다.
화폐개혁은 악화 일로를 걷던 전쟁 인플레이션을 막아야 원조를 할 수 있다는 미국의 압력 때문에 단행한 것이었다. 그러나 오히려 이러한 화폐개혁은 오히려 물가를 폭등시키는 결과를 낳는 등, 실패한 화폐개혁으로 비판받았다.
한국 전쟁으로 폐허가 된 상황에서 정부는 미국의 원조를 받아 무상으로 제공하는 후생주택과 유상으로 분배하는 재건주택의 건설을 추진하였다. 1952년에 17,000호 1953년에는 30,100호의 주택을 건설하였다.
1950년대 후반, 미국의 대외원조정책이 무상원조에서 차관원조 형식으로 변화하며 1958년 개발차관기금(DLF, Development Loan Fund)이 설치되었다. 이러한 원조형식의 변화 속에서 후진국의 장기적인 경제개발계획 필요성이 대두되었고, 이승만 정권도 장기적인 경제개발계획을 수립하였다. 경제개발 7개년 계획 중 전반부인 1960~1962년을 기간으로 하는 '경제개발 3개년 계획'을 수립하였다.
여기서 이승만 정부는 "이 3개년 경제개발 계획은 7개년 계획의 절반에 해당하며 자립 경제체제(体制)의 확립이라는 장기적 문제를 해결(解決)할 수 있는 기초(基礎)로서 우선 자립화의 기반을 조성함을 목적으로 한다."고 하여 자유경제 원칙 하에서도 국가가 개입하여 산업 기반을 조성하고 자립 경제체제를 확립할 것을 주요 목표로 삼았다. 그러나 4.19 사태로 인해 이승만 정권이 끝남으로 계획은 장면 정권의 경제개발계획으로 수정-계승되었다.

### 민간 사업체를 향한 지원 부족
1955년 3월 이승만 대통령과 서울에서 회담을 위해 방한한 스타센 대외활동본부 본부장으로부터 대한민국 측에 양해각서를 따르지 않는 잘못이 있음이 미 국무부로 보내는 전문에서 언급되었다. 대한민국 정부는 민간 사업체의 노력을 지원하지 못하고 있는데, 특히 군대의 구호 물품 판매에는 조직폭력배가 개입하고 있음을 지적하기도 하였다.

## 사회
1959년 9월에 발생한 태풍 사라는 열대저기압 등급 중에서 가장 높은 「카테고리 5급」까지 발달했던 태풍으로, 대한민국 최대 명절인 추석날 한반도를 강타하여 막대한 피해를 끼쳤다.

## 문화

### 한글 맞춤법 파동
1949년 이승만은 한글 맞춤법을 소리나는 대로 쓰는 것으로 바꿔야 한다는 주장(한글 간소화 파동)을 하였으나 심한 반대에 부딪혀 결국 1955년 주장을 철회하였다.

## 내각 구성
- 부처의 순서는 정부조직법[34]에 의거한 순서를 따랐다.

### 국무총리
국무총리
| 명칭     | 대수      | 이름           | 임기                                |
| -------- | --------- | -------------- | ----------------------------------- |
| 국무총리 | 서리      | 이윤영(李允榮) | 1948년 7월 22일 ~ 1948년 7월 31일   |
| 국무총리 | 초대      | 이범석(李範奭) | 1948년 7월 31일 ~ 1950년 4월 20일   |
| 국무총리 | 서리      | 이윤영(李允榮) | 1950년 4월 3일 ~ 1950년 4월 6일     |
| 국무총리 | 서리      | 신성모(申性模) | 1950년 4월 21일 ~ 1950년 11월 22일  |
| 국무총리 | 서리      | 백낙준(白樂濬) | 1950년 11월 3일 ~ 1950년 11월 15일  |
| 국무총리 | 2대       | 장면(張勉)     | 1950년 11월 23일 ~ 1952년 4월 23일  |
| 국무총리 | 서리      | 허정(許政)     | 1951년 11월 6일 ~ 1952년 4월 9일    |
| 국무총리 | 서리      | 이윤영(李允榮) | 1952년 4월 24일 ~ 1952년 5월 5일    |
| 국무총리 | 3대       | 장택상(張澤相) | 1952년 5월 6일 ~ 1952년 10월 5일    |
| 국무총리 | 서리      | 이윤영(李允榮) | 1952년 10월 5일 ~ 1952년 10월 17일  |
| 국무총리 | 서리      | 백두진(白斗鎭) | 1952년 10월 9일 ~ 1953년 4월 23일   |
| 국무총리 | 임시      | 이갑성(李甲成) | 1952년 10월 9일 ~ 1953년 7월 27일   |
| 국무총리 | 4대       | 백두진(白斗鎭) | 1953년 4월 24일 ~ 1954년 6월 17일   |
| 국무총리 | 5대       | 변영태(卞榮泰) | 1954년 6월 27일 ~ 1954년 11월 28일  |
| 국무총리 | 임시 서리 | 백한성(白漢成) | 1954년 11월 18일 ~ 1954년 11월 29일 |

### 각 부 장관
외무부 장관
| 명칭        | 대수     | 이름           | 임기                                |
| ----------- | -------- | -------------- | ----------------------------------- |
| 외무부 장관 | 초대     | 장택상(張澤相) | 1948년 8월 15일 ~ 1948년 12월 24일  |
| 외무부 장관 | 2대      | 임병직(林炳稷) | 1949년 1월 31일 ~ 1951년 4월 15일   |
| 외무부 장관 | 3대      | 변영태(卞榮泰) | 1951년 4월 16일 ~ 1955년 7월 28일   |
| 외무부 장관 | 서리     | 조정환(曺正煥) | 1955년 7월 29일 ~ 1956년 12월 31일  |
| 외무부 장관 | 4대      | 조정환(曺正煥) | 1956년 12월 31일 ~ 1959년 12월 21일 |
| 외무부 장관 | 권한대행 | 최규하(崔圭夏) | 1959년 12월 22일 ~ 1960년 4월 24일  |
| 외무부 장관 | 5대      | 허정(許政)     | 1960년 4월 25일 ~ 1960년 8월 19일   |

내무부 장관
| 명칭        | 대수 | 이름           | 임기                               |
| ----------- | ---- | -------------- | ---------------------------------- |
| 내무부 장관 | 초대 | 윤치영(尹致暎) | 1948년 7월 27일 ~ 1948년 12월 24일 |
| 내무부 장관 | 2대  | 신성모(申性模) | 1948년 12월 24일 ~ 1949년 3월 21일 |
| 내무부 장관 | 3대  | 김효석(金孝錫) | 1949년 3월 21일 ~ 1950년 2월 7일   |
| 내무부 장관 | 4대  | 백성욱(白性郁) | 1950년 2월 7일 ~ 1950년 7월 15일   |
| 내무부 장관 | 5대  | 조병옥(趙炳玉) | 1950년 7월 15일 ~ 1951년 4월 24일  |
| 내무부 장관 | 서리 | 장택상(張澤相) | 1951년 4월 25일 ~ 1951년 5월 13일  |
| 내무부 장관 | 6대  | 이순용(李淳鎔) | 1951년 5월 14일 ~ 1952년 1월 12일  |
| 내무부 장관 | 서리 | 장석윤(張錫潤) | 1952년 1월 12일 ~ 1952년 1월 17일  |
| 내무부 장관 | 7대  | 장석윤(張錫潤) | 1952년 1월 18일 ~ 1952년 5월 24일  |
| 내무부 장관 | 8대  | 이범석(李範奭) | 1952년 5월 24일 ~ 1952년 7월 22일  |
| 내무부 장관 | 9대  | 김태선(金泰善) | 1952년 7월 24일 ~ 1952년 8월 29일  |
| 내무부 장관 | 10대 | 진헌식(陳憲植) | 1952년 8월 29일 ~ 1953년 9월 19일  |
| 내무부 장관 | 서리 | 황호현(黃虎鉉) | 1953년 9월 19일 ~ 1953년 9월 20일  |
| 내무부 장관 | 11대 | 백한성(白漢成) | 1953년 9월 20일 ~ 1955년 4월 23일  |
| 내무부 장관 | 12대 | 김형근(金亨根) | 1955년 4월 23일 ~ 1956년 5월 21일  |
| 내무부 장관 | 13대 | 이익흥(李益興) | 1956년 5월 21일 ~ 1957년 2월 4일   |
| 내무부 장관 | 14대 | 장경근(張璟根) | 1957년 2월 4일 ~ 1957년 9월 26일   |
| 내무부 장관 | 15대 | 이근직(李根直) | 1957년 9월 26일 ~ 1958년 6월 17일  |
| 내무부 장관 | 16대 | 민병기(閔丙祺) | 1958년 6월 17일 ~ 1958년 8월 27일  |
| 내무부 장관 | 17대 | 김일환(金一煥) | 1958년 8월 27일 ~ 1959년 3월 20일  |
| 내무부 장관 | 18대 | 최인규(崔仁圭) | 1959년 3월 20일 ~ 1960년 3월 23일  |
| 내무부 장관 | 19대 | 홍진기(洪璡基) | 1960년 3월 23일 ~ 1960년 4월 24일  |
| 내무부 장관 | 20대 | 이호(李澔)     | 1960년 4월 25일 ~ 1960년 8월 19일  |

재무부 장관
| 명칭        | 대수 | 이름           | 임기                              |
| ----------- | ---- | -------------- | --------------------------------- |
| 재무부 장관 | 초대 | 김도연(金度演) | 1948년 8월 2일 ~ 1950년 4월 22일  |
| 재무부 장관 | 2대  | 최순주(崔淳周) | 1950년 4월 25일 ~ 1951년 3월 5일  |
| 재무부 장관 | 3대  | 백두진(白斗鎭) | 1951년 3월 5일 ~ 1953년 9월 9일   |
| 재무부 장관 | 4대  | 박희현(朴熙賢) | 1953년 9월 9일 ~ 1954년 6월 30일  |
| 재무부 장관 | 5대  | 이중재(李重宰) | 1954년 6월 30일 ~ 1955년 7월 11일 |
| 재무부 장관 | 6대  | 김현철(金顯哲) | 1955년 7월 11일 ~ 1956년 5월 26일 |
| 재무부 장관 | 7대  | 인태식(印泰植) | 1956년 5월 26일 ~ 1957년 6월 9일  |
| 재무부 장관 | 8대  | 김현철(金顯哲) | 1957년 6월 9일 ~ 1959년 3월 20일  |
| 재무부 장관 | 9대  | 송인상(宋仁相) | 1959년 3월 20일 ~ 1960년 4월 28일 |
| 재무부 장관 | 10대 | 윤호병(尹皡炳) | 1960년 4월 28일 ~ 1960년 8월 19일 |

법무부 장관
| 명칭        | 대수 | 이름           | 임기                               |
| ----------- | ---- | -------------- | ---------------------------------- |
| 법무부 장관 | 초대 | 이인(李仁)     | 1948년 8월 2일 ~ 1949년 6월 5일    |
| 법무부 장관 | 2대  | 권승렬(權承烈) | 1949년 6월 6일 ~ 1950년 5월 21일   |
| 법무부 장관 | 3대  | 이우익(李愚益) | 1950년 5월 22일 ~ 1950년 11월 22일 |
| 법무부 장관 | 4대  | 김준연(金俊淵) | 1950년 11월 23일 ~ 1951년 5월 6일  |
| 법무부 장관 | 5대  | 조진만(趙鎭滿) | 1951년 5월 7일 ~ 1952년 3월 4일    |
| 법무부 장관 | 6대  | 서상환(徐相懽) | 1952년 3월 5일 ~ 1954년 6월 29일   |
| 법무부 장관 | 7대  | 조용순(趙容淳) | 1954년 6월 30일 ~ 1955년 9월 15일  |
| 법무부 장관 | 8대  | 이호(李澔)     | 1955년 9월 16일 ~ 1958년 2월 19일  |
| 법무부 장관 | 9대  | 홍진기(洪璡基) | 1958년 2월 20일 ~ 1960년 3월 23일  |
| 법무부 장관 | 10대 | 권승렬(權承烈) | 1960년 4월 25일 ~ 1960년 8월 19일  |

국방부 장관
| 명칭        | 대수 | 이름           | 임기                              |
| ----------- | ---- | -------------- | --------------------------------- |
| 국방부 장관 | 초대 | 이범석(李範奭) | 1948년 8월 15일 ~ 1949년 3월 20일 |
| 국방부 장관 | 2대  | 신성모(申性模) | 1949년 3월 20일 ~ 1951년 5월 5일  |
| 국방부 장관 | 3대  | 이기붕(李起鵬) | 1951년 5월 7일 ~ 1952년 3월 29일  |
| 국방부 장관 | 4대  | 신태영(申泰英) | 1952년 3월 29일 ~ 1953년 6월 30일 |
| 국방부 장관 | 5대  | 손원일(孫元一) | 1953년 6월 30일 ~ 1956년 5월 26일 |
| 국방부 장관 | 6대  | 김용우(金用雨) | 1956년 5월 26일 ~ 1957년 7월 6일  |
| 국방부 장관 | 7대  | 김정렬(金貞烈) | 1957년 7월 6일 ~ 1960년 5월 2일   |
| 국방부 장관 | 8대  | 이종찬(李鐘贊) | 1960년 5월 2일 ~ 1960년 8월 23일  |

문교부 장관
| 명칭        | 대수 | 이름           | 임기                               |
| ----------- | ---- | -------------- | ---------------------------------- |
| 문교부 장관 | 초대 | 안호상(安浩相) | 1948년 8월 3일 ~ 1950년 5월 3일    |
| 문교부 장관 | 2대  | 백낙준(白樂濬) | 1950년 5월 4일 ~ 1952년 10월 29일  |
| 문교부 장관 | 3대  | 김법린(金法麟) | 1952년 10월 30일 ~ 1954년 4월 20일 |
| 문교부 장관 | 4대  | 이선근(李瑄根) | 1954년 4월 21일 ~ 1956년 6월 7일   |
| 문교부 장관 | 5대  | 최규남(崔奎男) | 1956년 6월 8일 ~ 1957년 11월 26일  |
| 문교부 장관 | 6대  | 최재유(崔在裕) | 1957년 11월 27일 ~ 1960년 4월 27일 |
| 문교부 장관 | 7대  | 이병도(李丙燾) | 1960년 4월 28일 ~ 1960년 8월 22일  |

부흥부 장관
| 명칭        | 대수 | 이름           | 임기                              |
| ----------- | ---- | -------------- | --------------------------------- |
| 부흥부 장관 | 초대 | 유완창(兪莞昌) | 1955년 2월 16일 ~ 1956년 5월 26일 |
| 부흥부 장관 | 2대  | 김현철(金顯哲) | 1956년 5월 26일 ~ 1957년 6월 9일  |
| 부흥부 장관 | 3대  | 송인상(宋仁相) | 1957년 6월 9일 ~ 1959년 3월 20일  |
| 부흥부 장관 | 4대  | 신현확(申鉉碻) | 1959년 3월 20일 ~ 1960년 4월 28일 |
| 부흥부 장관 | 5대  | 전예용(全禮鎔) | 1960년 4월 28일 ~ 1960년 8월 19일 |

농림부 장관
| 명칭        | 대수 | 이름           | 임기                               |
| ----------- | ---- | -------------- | ---------------------------------- |
| 농림부 장관 | 초대 | 조봉암(曺奉岩) | 1948년 8월 15일 ~ 1949년 2월 22일  |
| 농림부 장관 | 2대  | 이종현(李宗鉉) | 1949년 2월 23일 ~ 1950년 1월 20일  |
| 농림부 장관 | 3대  | 윤영선(尹永善) | 1950년 1월 21일 ~ 1950년 11월 22일 |
| 농림부 장관 | 4대  | 공진항(孔鎭恒) | 1950년 11월 23일 ~ 1951년 5월 6일  |
| 농림부 장관 | 5대  | 임문환(任文桓) | 1951년 5월 7일 ~ 1952년 3월 5일    |
| 농림부 장관 | 6대  | 함인섭(咸仁燮) | 1952년 3월 6일 ~ 1952년 8월 28일   |
| 농림부 장관 | 7대  | 신중목(愼重穆) | 1952년 8월 29일 ~ 1953년 9월 9일   |
| 농림부 장관 | 서리 | 정재설(鄭在卨) | 1953년 9월 10일 ~ 1953년 10월 6일  |
| 농림부 장관 | 8대  | 양성봉(梁聖奉) | 1953년 10월 7일 ~ 1954년 5월 5일   |
| 농림부 장관 | 9대  | 윤건중(尹建重) | 1954년 5월 6일 ~ 1954년 6월 29일   |
| 농림부 장관 | 10대 | 최규옥(崔圭鈺) | 1954년 6월 30일 ~ 1955년 2월 15일  |
| 농림부 장관 | 11대 | 임철호(任哲鎬) | 1955년 2월 16일 ~ 1955년 8월 29일  |
| 농림부 장관 | 12대 | 정낙훈(鄭樂勳) | 1955년 8월 30일 ~ 1955년 11월 16일 |
| 농림부 장관 | 13대 | 정운갑(鄭雲甲) | 1955년 11월 17일 ~ 1957년 6월 16일 |
| 농림부 장관 | 14대 | 정재설(鄭在卨) | 1957년 6월 17일 ~ 1959년 3월 20일  |
| 농림부 장관 | 15대 | 이근직(李根直) | 1959년 3월 21일 ~ 1960년 5월 1일   |
| 농림부 장관 | 16대 | 이해익(李海翼) | 1960년 5월 2일 ~ 1960년 8월 22일   |

상공부 장관
| 명칭        | 대수 | 이름           | 임기                              |
| ----------- | ---- | -------------- | --------------------------------- |
| 상공부 장관 | 초대 | 임영신(任永信) | 1948년 8월 4일 ~ 1949년 6월 6일   |
| 상공부 장관 | 2대  | 윤보선(尹潽善) | 1949년 6월 6일 ~ 1950년 5월 9일   |
| 상공부 장관 | 3대  | 김훈(金勳)     | 1950년 5월 9일 ~ 1952년 3월 27일  |
| 상공부 장관 | 4대  | 이교선(李敎善) | 1952년 3월 27일 ~ 1952년 11월 6일 |
| 상공부 장관 | 5대  | 이재형(李載灐) | 1952년 11월 6일 ~ 1953년 10월 7일 |
| 상공부 장관 | 6대  | 안동혁(安東赫) | 1953년 10월 7일 ~ 1953년 10월 7일 |
| 상공부 장관 | 7대  | 박희현(朴熙賢) | 1954년 6월 30일 ~ 1954년 7월 5일  |
| 상공부 장관 | 8대  | 강성태(姜聲邰) | 1954년 7월 5일 ~ 1955년 9월 19일  |
| 상공부 장관 | 9대  | 김일환(金一煥) | 1955년 9월 16일 ~ 1958년 8월 27일 |
| 상공부 장관 | 10대 | 구용서(具鎔書) | 1958년 8월 27일 ~ 1960년 4월 8일  |
| 상공부 장관 | 11대 | 김영찬(金永燦) | 1960년 4월 8일 ~ 1960년 4월 28일  |
| 상공부 장관 | 12대 | 전택보(全澤珤) | 1960년 4월 28일 ~ 1960년 6월 2일  |
| 상공부 장관 | 13대 | 오정수(吳禎洙) | 1960년 6월 2일 ~ 1960년 7월 1일   |

보건사회부 장관
| 명칭        | 대수 | 이름           | 임기                                |
| ----------- | ---- | -------------- | ----------------------------------- |
| 사회부 장관 | 초대 | 전진한(錢鎭漢) | 1948년 8월 1일 ~ 1948년 12월 24일   |
| 사회부 장관 | 2대  | 이윤영(李允榮) | 1948년 12월 24일 ~ 1950년 11월 23일 |
| 사회부 장관 | 3대  | 허정(許政)     | 1950년 11월 23일 ~ 1952년 1월 12일  |
| 사회부 장관 | 4대  | 최창순(崔昌順) | 1952년 1월 12일 ~ 1952년 10월 9일   |
| 사회부 장관 | 5대  | 박술음(朴術音) | 1952년 10월 9일 ~ 1955년 2월 16일   |

| 명칭        | 대수 | 이름           | 임기                              |
| ----------- | ---- | -------------- | --------------------------------- |
| 보건부 장관 | 초대 | 구영숙(具永淑) | 1948년 6월 4일 ~ 1950년 11월 26일 |
| 보건부 장관 | 2대  | 오한영(吳漢泳) | 1950년 11월 26일 ~ 1952년 2월 5일 |
| 보건부 장관 | 3대  | 최재유(崔在裕) | 1952년 2월 5일 ~ 1955년 2월 16일  |

| 명칭            | 대수 | 이름           | 임기                              |
| --------------- | ---- | -------------- | --------------------------------- |
| 보건사회부 장관 | 초대 | 최재유(崔在裕) | 1955년 2월 17일 ~ 1956년 5월 26일 |
| 보건사회부 장관 | 2대  | 정준모(鄭準謨) | 1956년 5월 26일 ~ 1957년 6월 17일 |
| 보건사회부 장관 | 3대  | 손창환(孫昌煥) | 1957년 6월 17일 ~ 1960년 4월 28일 |
| 보건사회부 장관 | 4대  | 김성진(金晟鎭) | 1960년 4월 28일 ~ 1960년 8월 19일 |

교통부 장관
| 명칭        | 대수 | 이름           | 임기                              |
| ----------- | ---- | -------------- | --------------------------------- |
| 교통부 장관 | 초대 | 민희식(閔熙植) | 1948년 8월 2일 ~ 1948년 10월 4일  |
| 교통부 장관 | 2대  | 허정(許政)     | 1948년 10월 4일 ~ 1950년 5월 10일 |
| 교통부 장관 | 3대  | 김석관(金錫寬) | 1950년 5월 10일 ~ 1953년 2월 3일  |
| 교통부 장관 | 4대  | 윤성순(尹珹淳) | 1953년 2월 3일 ~ 1954년 2월 10일  |
| 교통부 장관 | 5대  | 이종림(李鍾林) | 1954년 2월 10일 ~ 1957년 6월 9일  |
| 교통부 장관 | 6대  | 문봉제(文鳳濟) | 1957년 6월 9일 ~ 1958년 9월 9일   |
| 교통부 장관 | 7대  | 최인규(崔仁圭) | 1958년 9월 9일 ~ 1959년 3월 20일  |
| 교통부 장관 | 8대  | 김일환(金一煥) | 1959년 3월 20일 ~ 1960년 4월 28일 |
| 교통부 장관 | 9대  | 석상옥(石常玉) | 1960년 4월 28일 ~ 1960년 8월 19일 |

체신부 장관
| 명칭        | 대수 | 이름           | 임기                              |
| ----------- | ---- | -------------- | --------------------------------- |
| 체신부 장관 | 초대 | 윤석구(尹錫龜) | 1948년 8월 4일 ~ 1949년 6월 13일  |
| 체신부 장관 | 2대  | 장기영(張基永) | 1949년 6월 14일 ~ 1952년 1월 11일 |
| 체신부 장관 | 3대  | 이순용(李淳鎔) | 1952년 1월 12일 ~ 1952년 3월 20일 |
| 체신부 장관 | 4대  | 조주영(趙柱泳) | 1952년 3월 27일 ~ 1952년 10월 8일 |
| 체신부 장관 | 5대  | 강인택(姜仁澤) | 1952년 10월 9일 ~ 1954년 6월 29일 |
| 체신부 장관 | 6대  | 이광(李光)     | 1954년 6월 30일 ~ 1955년 9월 15일 |
| 체신부 장관 | 7대  | 이응준(李應俊) | 1955년 9월 16일 ~ 1958년 9월 8일  |
| 체신부 장관 | 8대  | 곽의영(郭意榮) | 1958년 9월 9일 ~ 1960년 5월 1일   |
| 체신부 장관 | 9대  | 오정수(吳禎洙) | 1960년 5월 2일 ~ 1960년 6월 1일   |
| 체신부 장관 | 10대 | 최용덕(崔用德) | 1960년 6월 2일 ~ 1960년 8월 22일  |

## 제1공화국을 다룬 작품
- 1981년 : 제1공화국(MBC)
- 1989년 : 무풍지대(KBS)
- 2002년 : 야인시대(SBS)

## 같이 보기
- 중화민국#국공 내전과 국부천대
- 이승만 정부

## 주해
1. ↑  할슈타인 원칙(Hallstein Doctrine)은 1971년까지 한국 외교정책의 중요한 명맥으로 유지되었다. 할슈타인 원칙이란 '두 개의 한국'을 거부하는 정책으로, 한국과 외교관계를 가진 국가가 북한과 외교관계를 수립한 경우 한국은 국교관계의 단절을 불사한다는 강력한 보복정책이다. 그러나 이 원칙은 다행스럽게도 1960년대 말에 이르기까지 적용(適用)될 만한 사건을 발견하지 못하였다.
2. ↑  미군정기 당시의 이승만은 좌우합작에 대한 공공연한 반대는 추진하지 않았으나, 1945년 11월 박헌영과의 논쟁, 공산당의 독립촉성회 결별을 계기로 강력한 반공의지를 표현하였다.
3. ↑  여기에 후일, '박·닉슨' 공동성명이 추가된다.